# Ropalidia scitula
Ropalidia scitula är en getingart som först beskrevs av Charles Thomas Bingham 1897.  Ropalidia scitula ingår i släktet Ropalidia och familjen getingar. Inga underarter finns listade i Catalogue of Life.